# Пищевик (село)
Пищевик (укр. Пищевик) — село, входит в состав Павлопольского сельского совета Волновахского района Донецкой области.
С 26 февраля 2022 года контролируется ВС РФ.

## Общие сведения
Код КОАТУУ — 1423684402. Почтовый индекс — 87610. Телефонный код — 6296.

## Население
- 1918 — 30 чел.
- 1924 — 35 чел.
- 2001 — 41 чел. (перепись)

В 2001 году родным языком назвали:
- украинский язык — 33 чел. (80,49 %)
- русский язык — 8 чел. (19,51 %)

## История
До 11 декабря 2014 года входило в Новоазовский район.
В 2014 году решением украинских властей село переподчинено Волновахскому району. На практике, в соответствии с Минскими соглашениями населённый пункт находится в нейтральной зоне, в которой отсутствуют вооружённые формирования противоборствующих сторон (см. Вооружённый конфликт на востоке Украины).
В декабре 2015 года вернулся под контроль Украины.
С 26 февраля 2022 года село на юге Донецкой области перешло под контроль подразделений Донецкой народной республики.

## Местный совет
87610, Донецкая область, Новоазовский район, с. Павлополь, ул. Сивухина, 77.